# اتم (الشعر)

تعديل مصدري - تعديل

اتم هي إحدى قرى عزلة الأ ملؤك بمديرية الشعر التابعة لمحافظة إب، بلغ تعداد سكانها 420 نسمة حسب تعداد اليمن لعام 2004.